# ウィリアム・コール (初代エニスキレン伯爵)
初代エニスキレン伯爵ウィリアム・ウィラビー・コール（英語: William Willoughby Cole, 1st Earl of Enniskillen、1736年3月1日 – 1803年5月22日）は、アイルランド王国出身の政治家、貴族。

## 生涯
初代マウントフローレンス男爵ジョン・コールとエリザベス・モンゴメリー（Elizabeth Montgomery、1771年4月にバースにて没、ヒュー・ウィラビー・モンゴメリーの娘）の息子として、1736年3月1日に生まれた。1756年から1757年にかけてグランドツアーに出てヨーロッパを旅した。
1761年から1767年までエニスキレン選挙区の代表としてアイルランド庶民院議員を務めた後、1767年11月30日の父の死に伴いマウントフローレンス男爵位を継承、1768年3月7日にマウントフローレンス男爵としてアイルランド貴族院議員に就任した。その後、1769年から1803年までファーマナ首席治安判事を務めた。
1776年7月20日、アイルランド貴族であるファーマナ県におけるエニスキレン子爵に叙され、1777年10月14日にエニスキレン子爵としてアイルランド貴族院議員に就任した。1789年8月18日、同じくアイルランド貴族であるエニスキレン伯爵に叙された。貴族院ではアイルランド王国とグレートブリテン王国の合同に反対したという。
晩年に風邪をこじらせて1803年5月22日にスライゴ県ヘイズルウッドで死去、息子ジョン・ウィラビーが爵位を継承した。

## 家族
1763年11月3日、アン・ロリー＝コリー（Anne Lowry-Corry、1742年6月24日 – 1802年9月、ガルブレイス・ロリー＝コリーの娘）と結婚、5男5女をもうけた。
- ジョン・ウィラビー（1768年 – 1840年） - 第2代エニスキレン伯爵、初代グリンステッド男爵
- ガルブレイス・ロリー（英語版）（1772年 – 1842年） - 軍人、政治家
- ウィリアム・モンゴメリー（英語版）（1804年没） - 聖職者
- アーサー・ヘンリー（英語版）（1780年 – 1844年） - 連合王国庶民院議員
- ヘンリー - 夭折
- サラ（1833年3月14日没） - 1790年、オーウェン・ウィン（英語版）と結婚
- エリザベス・アン（1807年没） - 1788年、リチャード・マジェニス（英語版）と結婚、子供あり
- アン
- フローレンス（1862年3月1日没） - 1797年、ブレイニー・タウンリー＝バルフォア（英語版）（1856年没）と結婚
- ヘンリエッタ・フランシス（1784年6月22日 – 1848年7月2日） - 1805年7月20日、第2代ド・グレイ伯爵トマス・ド・グレイと結婚、子供あり